# Dark Assault
Dark Assault is het derde studioalbum van de Duitse powermetalband Iron Savior. Het vervolgt het sciencefictionverhaal dat op de voorgaande albums verteld werd. Dit is het laatste album van Iron Savior waarop Kai Hansen te horen is.

## Tracklist
Alle nummers zijn geschreven en gecomponeerd door Piet Sielck, tenzij anders vermeld.
1. "Never Say Die" (5:32)
2. "Seek an Destroy" (3:45)
3. "Solar Wings" (Sielck, Kai Hansen) (4:33)
4. "I've Been to Hell" (Sielck, Jan-Sören Eckert) (4:04)
5. "Dragons Rising" (6:24)
6. "Predators" (3:54)
7. "Made of Metal (6:57)
8. "Firing the Guns" (Sielck, Eckert) (4:42)
9. "Eye of the World" (5:18)
10. "Back into the Light" (5:51)
11. "After the War" (Sielck, Eckert) (6:18)
12. "Delivering the Goods" (Judas Priest-cover) (3:59)

Japanse bonusnummers
1. "Headhunter" (Krokus-cover) (4:18)
2. "The Hellion/Electric Eye" (Judas Priest-cover) (4:18)

## Bandleden

### Iron savior
- Piet Sielck – zang, achtergrondzang, gitaar
- Jan-Sören Eckert – basgitaar, achtergrondzang, aanvullende zang op "After the War"
- Kai Hansen – achtergrondzang, gitaar, zang op "Solar Wings"
- Andreas Kück – keyboard, achtergrondzang
- Thomas Nack – drums
- Joachim "Piesel" Küstner – gitaar, achtergrondzang

### Productie
- Piet Sielck – productie, technicus, mixage
- Kai Hansen – bijkomende productie op "Solar Wings", "Made of Metal" en "Back into the Light"
- Iron Savior – bijkomende productie
- Holger Drees – illustraties
- Maren Kumpe – ontwerp boekje
- Jo Kirchherr – foto's